# لئون دارین
لئون دارین (انگلیسی: Léon Darrien; ۲۵ اکتبر ۱۸۸۷ – ۱۹ فوریهٔ ۱۹۷۳) ژیمناست هنری اهل بلژیک بود.